# 蒋村张氏宗祠
蒋村张氏宗祠，位于中华人民共和国浙江省衢州市衢江区云溪乡，建于清代，建筑面积294平方米。
2017年1月19日，蒋村张氏宗祠被列入第七批浙江省文物保护单位，该文物保护单位是一座古建筑。